# 瑪麗亞·弗拉基米羅芙娜·羅曼諾娃
玛利亚·弗拉基米羅芙娜·羅曼諾娃（俄语：Мари́я Влади́мировна Рома́нова；1953年12月23日—）是現任聲稱擁有俄羅斯沙皇皇位的皇位請求者，她一直使用女大公殿下此頭銜，儘管此頭銜已被廢棄。她也是前俄羅斯沙皇亞歷山大二世的玄孫女。通過她的祖母薩克森-科堡-哥達的維多利亞公主，她也是英國維多利亞女王外玄孫女。